# Abessinier (Pferd)

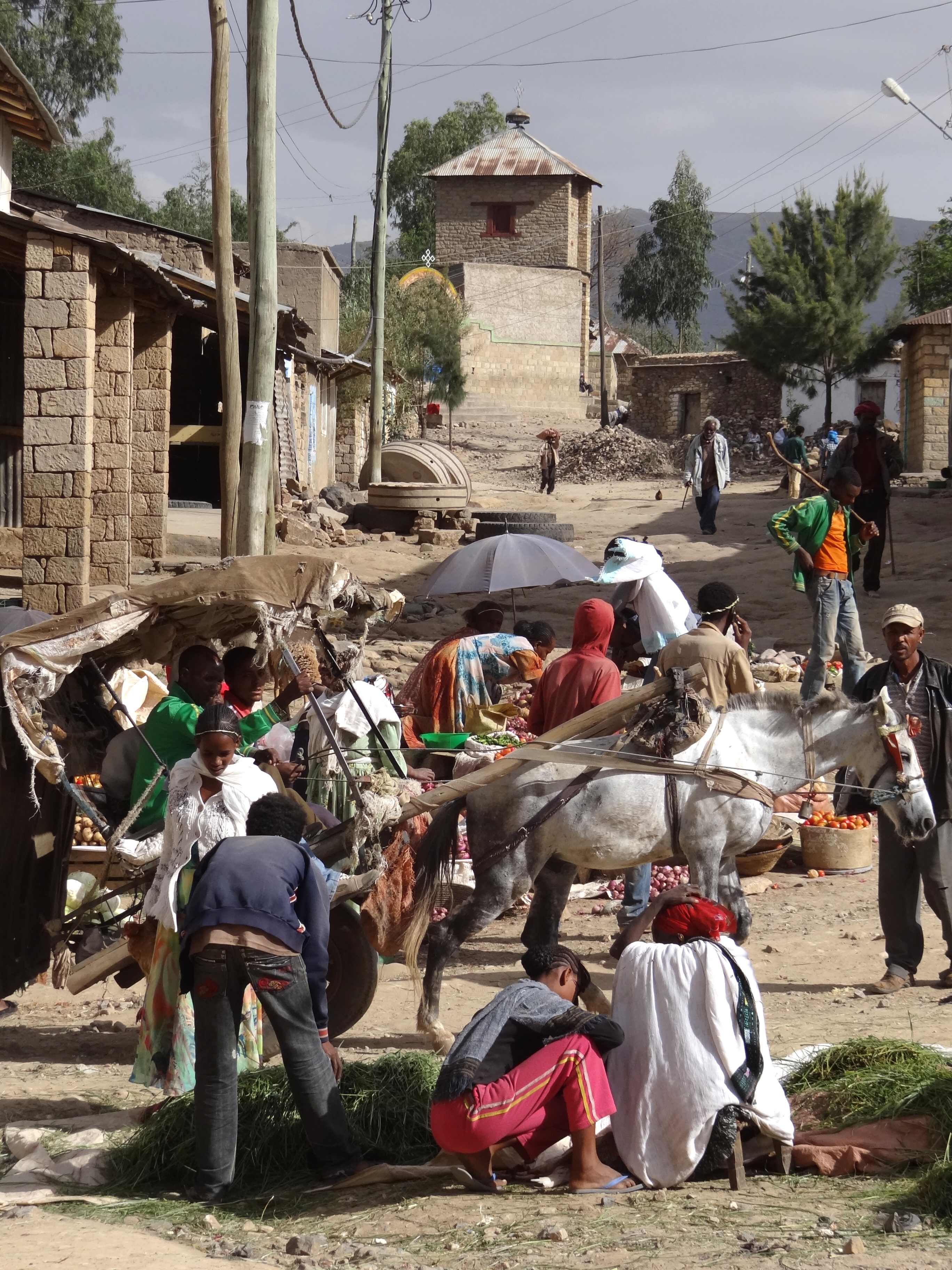
Markt in Adigrat

Der Abessinier ist eine in Äthiopien gezüchtete Kleinpferderasse. Sie ähnelt dem Araber-Berber und verfügt über kein Stutbuch.
Hintergrundinformationen zur Pferdebewertung und -zucht finden sich unter: Exterieur, Interieur und Pferdezucht.

## Exterieur
Die Ponys werden rund 125–138 cm groß. Der Abessinier steht im östlichen Typ und ist klein, schmal und korrekt gebaut. Von Graf Wrangel wird auf eine Ähnlichkeit zum Araber hingewiesen, eine Abbildung zeigt aber ein eher dem Berber entsprechendes Pferd.

## Interieur
Die Ponys sind sehr hart und schnell.

## Zuchtgeschichte
Der Hippologe Graf Wrangel beschrieb das von ihm benannte Abessinische Pony, auch Äthiopier genannt, womit er eine weitere Variante des orientalisch-berberischen Rassegemischs gemeint haben dürfte. Laut Wrangel ist der Abessinier ein orientalisches Pony, dem Araber sehr ähnlich, doch rückt das Bild in seinem Werk Die Rassen des Pferdes das Tier in Richtung des Berbers.
Die Pferde werden in Äthiopien gezüchtet und sind an das harte Leben und den Einsatz in den heimischen Bergen angepasst. Mittlerweile sind die Pferde aber auch an der Küste entlang des Roten Meeres verbreitet.
Sie sind vielseitig und werden als Zug- und Packtiere verwendet. Ihr Dung wird als Brennstoff verwendet.